# اوزیریس (فیلم)
اوزیریس (به انگلیسی: Osiris) فیلمی محصول سال ۲۰۲۵ و به کارگردانی ویلیام کافمن است. در این فیلم بازیگرانی همچون مکس مارتینی، برایانا هیلدبرند، لامونیکا گرت، لیندز ادواردز، جارن میچل، دیوید میدوز، مایکل اربی و لیندا همیلتون ایفای نقش کرده‌اند.
نام فیلم اشاره به اوزیریس ایزد جهان زیرزمینی و زندگی پس از مرگ در اساطیر مصر باستان دارد.